# Legião Internacional de Defesa Territorial da Ucrânia
A Legião Internacional de Defesa Territorial da Ucrânia (em ucraniano:  Інтернаціональний легіон територіальної оборони України, romanizado: Internatsionalnyi Lehion Terytorialnoi Oborony Ukrainy), também chamado de Legião Estrangeira Ucraniana, é uma unidade militar de voluntários estrangeiros criada pelo presidente da Ucrânia Volodymyr Zelensky para lutar em prol da Ucrânia contra a invasão russa de 2022. É um dos vários batalhões de voluntários ucranianos formados desde 2014.

## História
Sob a liderança do presidente Volodymyr Zelensky, a unidade foi criada para se juntar à defesa da Ucrânia contra a invasão russa da Ucrânia em 2022, e sua formação foi anunciada em um comunicado do ministro das Relações Exteriores ucraniano, Dmytro Kuleba, em 27 de fevereiro de 2022, por volta das 11:00, no horário local. Kulema também promoveu o movimento no Twitter, convidando indivíduos a se inscreverem e afirmando que "juntos derrotamos Hitler e derrotaremos Putin também". Aqueles que desejam ingressar na unidade podem fazê-lo entrando em contato com o Adido de Defesa da Embaixada da Ucrânia em seu respectivo país.

### Origem entre os batalhões voluntários ucranianos
O esforço para criar uma Legião Internacional de Defesa Territorial da Ucrânia tem semelhanças com os esforços de Kiev durante e desde as hostilidades de 2014 no Donbas e na Guerra Russo-Ucraniana para recrutar batalhões voluntários estrangeiros.
A formação da Legião Internacional foi baseada nos batalhões de voluntários ucranianos usados após o início da Guerra em Donbas em 2014. Embora essas unidades tenham sido oficialmente integradas às Forças Armadas da Ucrânia, algumas unidades, como a "Legião Nacional da Geórgia" (fundada por veteranos da Geórgia), ainda exercem alguma autonomia dentro das forças armadas. Antes da formação da Legião Internacional, a Legião Georgiana era usada para treinar voluntários estrangeiros que falavam inglês, já que a unidade falava inglês. Kacper Rękawek, pesquisador de combatentes estrangeiros na Ucrânia, acredita que a maioria dos combatentes ocidentais antes da invasão russa da Ucrânia em 2022 passou pela Legião Nacional da Geórgia. Outros batalhões voluntários estrangeiros nas forças armadas ucranianas incluíam o "Batalhão Dzhokhar Dudayev" e o "Batalhão Sheikh Mansour" - ambos formados por muçumanos chechenos anti-russos e anti-Ramzan Kadyrov, e o "Grupo Tático "Belarus"" (formado por bielorrussos anti-Lukashenko).  O Batalhão Azov inicialmente formado por ucranianos nativos nacionalistas e neonazistas, recrutou vários membros do exterior, geralmente por meio de organizações neonazistas e extremistas estrangeiras.

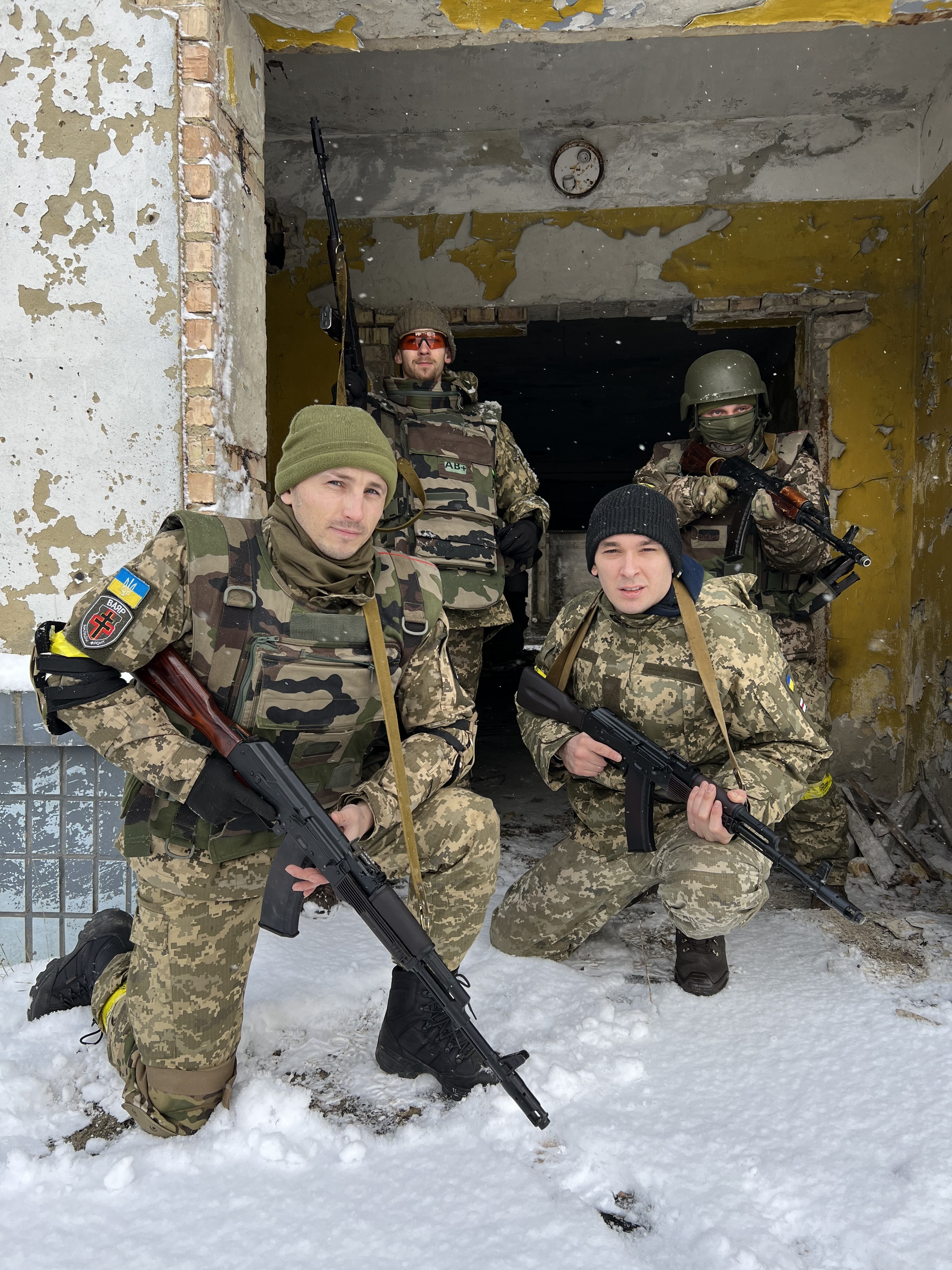
Voluntários Bielorrussos do Batalhão Kastuś Kalinoŭski.

As Forças separatistas russas de Donbas também fizeram uso de voluntários estrangeiros, com russos, Cossacos do Don, chechenos, gregos, ossetas, poloneses, húngaros, sérvios, letões, bielorrussos, uzbeques, franceses, alemães, italianos, espanhóis e armênios servindo em suas fileiras. O Protocolo de Minsk assinado em 2015 exigia a retirada e posterior proibição de "mercenários estrangeiros" em ambos os lados da Guerra no Donbas.

## Estrutura e Unidades
Algumas reportagens relataram que Mamuka Mamulashvili, comandante da Legião Georgiana, está comandando toda ou parte da Legião Internacional, mas nenhuma fonte oficial ucraniana confirmou um comandante.

### Lista de unidades
- Brigada Canadense-Ucraniana - ucranianos-canadenses, incluindo ex-militares canadenses.[26]
- Batalhão Dzhokhar Dudayev —Principalmente checheno, muitos dos quais lutaram na Primeira Guerra Chechena e na Segunda Guerra Chechena ao lado da República Chechena da Ichkeria. Seu comandante é Adam Osmayev.[27]

- Legião Nacional da Geórgia—principalmente georgiana com uma minoria de voluntários que falam inglês. Seu comandante é Mamuka Mamulashvili.[28]

- Batalhão Kastuś Kalinoŭski—bielorrusso.[29]

- Norman Brigade— Uma unidade reagrupando veteranos do Canadá, Reino Unido, Estados Unidos, Dinamarca, Noruega, Alemanha, Austrália, Nova Zelândia, França e Polônia.[30]

- Regimento Pahonia - bielorrusso.[31]

- Batalhão Sheikh Mansour — Principalmente Checheno. Seu comandante é Muslim Cheberloevsky.[32]

- Legião da Liberdade da Rússia—Voluntários de ex-militares e desertores das Forças Armadas Russas, bem como outros russos e bielorrussos.[33]

## Resposta Internacional

### Austrália
O primeiro-ministro da Austrália, Scott Morrison, disse a repórteres que "nosso conselho a todos os australianos é: não viajem para a Ucrânia... e a força que o presidente da Ucrânia Zelenskyy está colocando em prática."

### Canadá
A ministra das Relações Exteriores do Canadá, Mélanie Joly, diz que cabe aos canadenses individualmente decidirem se querem se juntar à nova legião estrangeira da Ucrânia para ajudar o país a combater a invasão russa: "Entendemos que os descendentes de ucranianos querem apoiar seus companheiros ucranianos e também é um desejo de defender a pátria e, nesse sentido, é sua própria decisão individual... Deixe-me ser claro: todos nós apoiamos muito qualquer forma de apoio aos ucranianos neste momento".
Aproximadamente 2,7% dos canadenses têm ascendência ucraniana.

### República Tcheca
Os cidadãos da República Tcheca podem juntar-se às forças armadas de outros países como voluntários estrangeiros se obtiverem a aprovação do Presidente. Em 28 de fevereiro, o presidente Miloš Zeman declarou ser a favor de permitir que potenciais voluntários se juntassem à recém-formada legião ucraniana. O Ministério da Defesa já informou os primeiros requerentes.

### Dinamarca
Declarações da primeira-ministra da Dinamarca no domingo, 27 de fevereiro de 2022, indicaram que, à primeira vista, ela não acreditava que seria ilegal que os dinamarqueses participassem do conflito.

### Japão
Em 1º de março, o Japão, por meio do ministro das Relações Exteriores, Yoshimasa Hayashi, disse: "Estou ciente de que a Embaixada da Ucrânia no Japão está solicitando tais (soldados voluntários), mas gostaria que os japoneses se abstivessem de viajar para a Ucrânia, independentemente de seus objetivos".

### Letônia
A Saeima (isto é, o Parlmento) da Letônia aprovou por unanimidade a imunidade de acusação para voluntários letões que desejem juntar-se ao combate ao lado dos militares ucranianos.

### Países Baixos
Na segunda-feira, 28 de fevereiro, a Ministra da Defesa dos Países Baixos, Kajsa Ollongren, anunciou que a adesão à legião estrangeira internacional é legal por lei. Em apoio de sua declaração, ela disse; "Só é ilegal se juntar a um exército estrangeiro se esse exército estiver em guerra com a Holanda."

### Reino Unido
A secretária de Relações Exteriores do Reino Unido, Liz Truss, disse que "o povo da Ucrânia está lutando pela liberdade e pela democracia, não apenas pela Ucrânia, mas também por toda a Europa, porque é isso que o presidente [Vladimir] Putin está desafiando. E absolutamente, se as pessoas quiserem apoiar essa luta, eu os apoiaria fazendo isso."